# RMS Baltic
Az RMS Baltic a White Star Line egyik utasszállító óceánjárója volt, a Big Four becenevű, egyenként több mint 20 000 tonna összsúlyú hajónégyes harmadik tagja (a másik három gőzös a Celtic, a Cedric és az Adriatic voltak). A Baltic 1903-ban épült a Harland és Wolff hajóépítő üzemben Belfastban. Pályafutása során nagyobb baleset nem érte, pedig az első világháború alatt rövid időre hadászati célokra is használták. 1932-ben nyugdíjazták és a következő évben leselejtezték.
A White Star Line tulajdonában ez volt a második óceánjáró, amely a Baltic nevet viselte. A másik, az SS Baltic, 1871-ben épült.

## Története

### Építése és korai évek

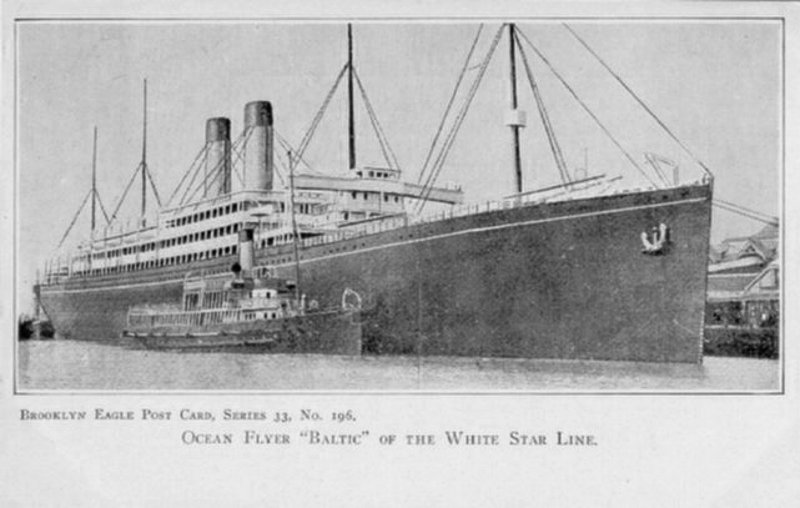
Az RMS Baltic egy korabeli képeslapon.

A Baltic a Harland és Wolff belfasti hajóépítő üzemében épült, 1903. november 21-én bocsátották vízre. Először a Pacific nevet kapta, de ezt végül Balticra változtatták még elkészülése előtt. 23 876 tonnás súlyával egészen 1905-ig a világ legnagyobb gőzöse volt, idősebb testvérhajóinál kb. 2000 tonnával nyomott többet. Azonban nemcsak összsúlyban ért el rekordot, hanem a férőhelyek számát tekintve is: az első osztályon 425 utast, a másodosztályon 450 utast, míg a harmadosztályon 2000 utast tudott szállítani. Ezen elsőbbségét egy évig, 1906-ig tudta tartani.
Első útjára Liverpool és New York között került sor 1904. június 24-én, kapitánya Edward Smith volt. Az átkelés alatt sebessége 16 csomó volt. Pályafutása során végig a Liverpool–New York útvonalon szolgált.
1909. január 23-án, amikor a Republic és a Florida összeütközött az Egyesült Államok partjainál, J. B. Ranson kapitány irányítása alatt a Baltic vette fel a végzetesen megsérült Republic utasait, mielőtt az elsüllyedt volna.
1912. április 14-én éjjel, amikor a Titanic jéghegynek ütközött, a Baltic egyike volt azon hajóknak, mely fogta a bajba jutott gőzös SOS jelzéseit. Aznap korábban a Baltic már kapcsolatba lépett a Titanickal, hogy figyelmeztesse a jéghegyekre. A gőzös azonnal elindult a Titanic felé, amikor meghallotta annak vészjelzését, de már túl messze volt, hogy elérje, és végül folytatta útját Liverpool felé.

### Az első világháború alatt
Ahogy a kor legtöbb hajóját, a Balticot is lefoglalták katonai célokra az első világháború alatt. A gőzöst csapatszállítóvá alakították, és 1917 májusában fedélzetén érkeztek az első amerikai katonák Európába. Még ugyanebben az évben sikerült elmenekülnie egy UC-66-os német tengeralattjáró torpedója elől, és mivel az incidensben tanúsította megbízhatóságát, ő szállíthatta az amerikai hadsereg vezérkarát. A csapatok szállítását egészen a háború végéig folytatta.

### A háború után
A White Star Line 1918. december 12-én kaphatta vissza a luxusgőzöst. 1924-ben új kazánokat szereltek be, 1927-ben pedig átalakították a kabinokat, aminek köszönhetően a férőhelyek száma 1882 főre módosult, valamint az első-, másod-, és harmadosztály is megszűnt. 1929-ben a gőzös ismét részt vett egy mentőakcióban, december 6-án, ekkor az Új-Fundland partjainál bajba jutott Northern Light túlélőit mentette meg.
A Baltic utolsó Liverpool és New York közöttui útjára 1932. szeptember 17-én került sor. A következő évben, február 17-én indult útnak Oszaka felé, ahol leselejtezték.

## A Baltic jellemzői

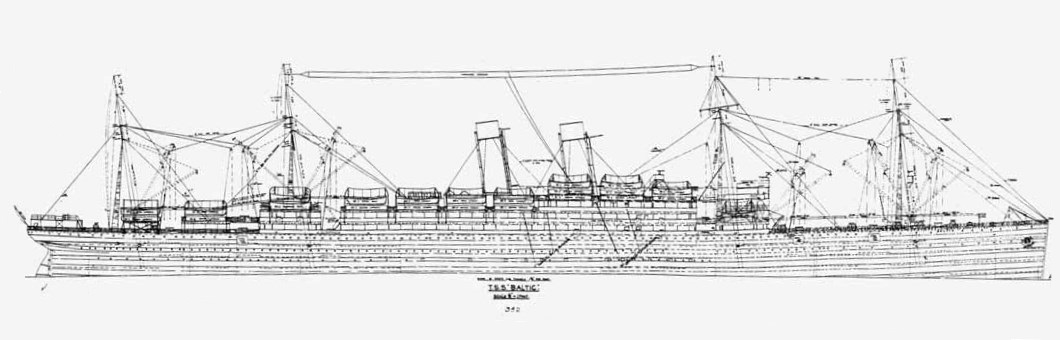
A hajó metszete.

A Baltic 2000 tonnával nyomott többet és 15 méterrel volt hosszabb idősebb testvéreinél, a Celticnél és a Cedricnél, így elkészültekor a világ legnagyobb gőzösének számított. A hajótest fekete festést kapott, a felépítmény fehéret. A két kémény a White Star Line többi hajójához hasonlóan agyagszínű volt, fekete csíkkal szegélyezve. Az óceánjárónak négy árbóca is volt, amelyek vezetékeket tartottak.
Két hajócsavar hajtotta, amiket négyszeres expanziójú gőzgépek működtettek. Ezzel átlagsebessége 16 csomó volt, a maximum 17 csomó. A fedélzeten elektromos világítás működött.
A Balticnak pompás belseje volt, ebédlőjének üvegteteje volt, a dohányzót pedig festett üvegablakok díszítették. A hagyományos szalon mellett egy olvasó- és írószalont is berendeztek, valamint helyet kapott fedélzetén egy kávézóterasz és sétafedélzet is.

## Fordítás
Ez a szócikk részben vagy egészben  a   RMS Baltic című francia Wikipédia-szócikk ezen változatának fordításán alapul.  Az eredeti cikk szerkesztőit annak laptörténete sorolja fel. Ez a jelzés csupán a megfogalmazás eredetét és a szerzői jogokat jelzi, nem szolgál a cikkben szereplő információk forrásmegjelöléseként.